# Film 17,5 mm

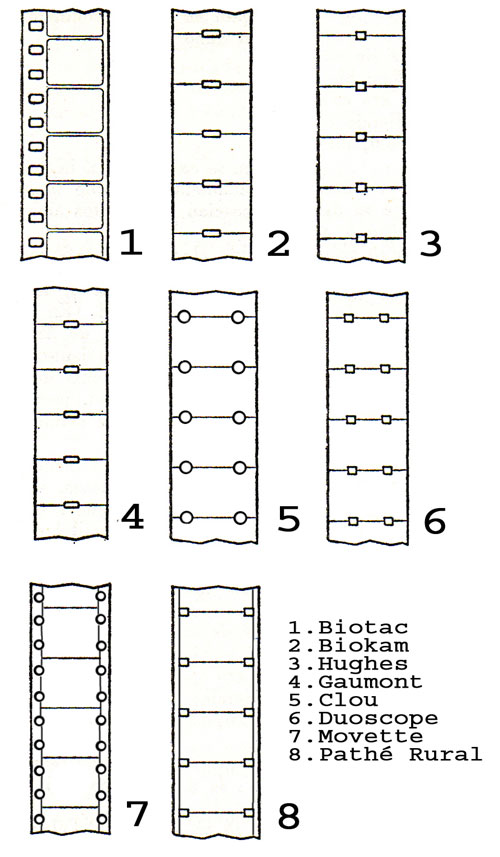

Le film 17,5 mm est un format de film cinéma d'une largeur de 17,5 mm (moitié du 35 mm standard).
Cette économie de pellicule séduisit de nombreux constructeurs dès les débuts du cinéma : premier en date en 1898, Birt Acres en Angleterre, qui propose caméra et projecteur nommés Birtac, utilisant une pellicule de 17,5 mm perforée d'un seul côté puisqu'elle est la stricte moitié du 35 mm. En 1899, Alfred Wrench et Alfred Darling présentent la caméra Biokam, utilisant ce format à perforations minces centrales. Elle n'eut guère plus de succès, du moins en dehors de l'Angleterre. Heinrich Ernemann lance en 1902, à Dresde, l'appareil Kino I, à la fois caméra et projecteur et utilisant une pellicule identique, qui cette fois est mieux perçu.

Comme le montre la figure ci-contre, il y en eut quelques autres mais un des plus notables est le Pathé Rural lancé par Pathé en 1926. La volonté de Charles Pathé était de concurrencer directement le 16 mm de Kodak lancé quelque temps auparavant avec les Ciné-Kodak. Le but visé était d'exploiter la cinémathèque Pathé en direction des petites salles de campagne et de patronages.
Malgré une assez large diffusion en France, ce système est arrêté net en 1942 à la suite de son interdiction par les autorités allemandes d'occupation qui imposèrent aussi la transformation de tout le matériel recensé vers le 16 mm, format de la propagande allemande de l'époque. En Angleterre, ce format a perduré jusqu'à la fin de la guerre de 1939-1945.